# Folklora
Folklora (iz angleškega folk »ljudje« in lore »tradicija« ali »znanje«) je viden izraz nesnovne kulturne dediščine etnične ali verske skupnosti. Vključuje tradicionalna izročila ljudstva (npr. materialna kultura, kulti, obredi, običaji, glasba, ljudska umetnost, literatura) in temelji na medgeneracijskem izročilu, ki je lahko v ustni obliki, ponekod pa nekaj časa tudi v pisni ali vizualni obliki. Med folkloro se navadno ne štejejo sodobne kulturne manifestacije, ki so lahko tudi izraz kulturne ali subkulturne skupnosti, prav tako ne visoki kulturni dosežki, ki so lahko tudi značilni za državo ali kulturo, nimajo pa ljudskega značaja.
Znanstveno se s folkloro ukvarja folkloristika.